# Club sportif constantinois (volley-ball)
Club Sportif Constantinois (section volley-ball), section du club omnisports du même nom, basé à Constantine, Algérie.

## La section féminine
La section féminine du club a été créée en 1963, avec 'Khengui Amar' comme président.

## Palmarès

### Palmarès masculin

#### Palmarès senior
- Coupe d'Algérie:

Finaliste: 1990.

#### Palmarès jeunes
- Champion d’Algérie (Cadets): 1971, 1986, 1988[2].
- Vainqueur de la coupe d’Algérie (Cadets): 1971[3].

- Champion d’Algérie (Juniors): 1968, 1972, 1991[4].
- Vainqueur de la coupe d’Algérie (Juniors): 1969, 1991[5].

### Palmarès féminin
- Championnat d'Algérie:

6éme: 1992.

## Effectifs

### Effectif masculin
| No                           | Nom                          | Date de naissance            | Taille                       | Poids                        | Poste                        |
| ---------------------------- | ---------------------------- | ---------------------------- | ---------------------------- | ---------------------------- | ---------------------------- |
| 1                            | ?                            |                              | ?                            |                              | Passeur                      |
| 2                            | ?                            |                              | ?                            |                              | Réceptionneur-attaquant      |
| 3                            | ?                            |                              |                              |                              | Central                      |
| 4                            | ?                            |                              |                              |                              | Réceptionneur-attaquant      |
| 5                            | ?                            |                              |                              |                              | Passeur                      |
| 6                            | ?                            |                              |                              |                              | Réceptionneur-attaquant      |
| 7                            | ?                            |                              |                              |                              | Central                      |
| 8                            | ?                            |                              |                              |                              | Réceptionneur-attaquant      |
| 9                            | ?                            |                              |                              |                              | Attaquant                    |
| 10                           | ?                            |                              |                              |                              | Central                      |
| 11                           | ?                            |                              |                              |                              | Central                      |
| 12                           | ?                            |                              |                              |                              | Libero                       |
| 13                           | ?                            |                              |                              |                              | Central                      |
| 14                           | ?                            |                              |                              |                              | Passeur                      |
| 16                           | ?                            |                              |                              |                              | Réceptionneur-attaquant      |
| 18                           | ?                            |                              |                              |                              | Central                      |
|                              |                              |                              |                              |                              |                              |
| Encadrement technique        | Encadrement technique        |                              | Légende                      | Légende                      | Légende                      |
| Entraîneur : ?               | Entraîneur : ?               | Entraîneur : ?               | : Capitaine                  | : Capitaine                  | : Capitaine                  |
| Entraîneur(s) adjoint(s) : ? | Entraîneur(s) adjoint(s) : ? | Entraîneur(s) adjoint(s) : ? | : Joueur blessé actuellement | : Joueur blessé actuellement | : Joueur blessé actuellement |

### Effectif féminin
| No                           | Nom                          | Date de naissance            | Taille                       | Poids                        | Poste                        |
| ---------------------------- | ---------------------------- | ---------------------------- | ---------------------------- | ---------------------------- | ---------------------------- |
| 1                            | ?                            |                              | ?                            |                              | Passeur                      |
| 2                            | ?                            |                              | ?                            |                              | Réceptionneur-attaquant      |
| 3                            | ?                            |                              |                              |                              | Central                      |
| 4                            | ?                            |                              |                              |                              | Réceptionneur-attaquant      |
| 5                            | ?                            |                              |                              |                              | Passeur                      |
| 6                            | ?                            |                              |                              |                              | Réceptionneur-attaquant      |
| 7                            | ?                            |                              |                              |                              | Central                      |
| 8                            | ?                            |                              |                              |                              | Réceptionneur-attaquant      |
| 9                            | ?                            |                              |                              |                              | Attaquant                    |
| 10                           | ?                            |                              |                              |                              | Central                      |
| 11                           | ?                            |                              |                              |                              | Central                      |
| 12                           | ?                            |                              |                              |                              | Libero                       |
| 13                           | ?                            |                              |                              |                              | Central                      |
| 14                           | ?                            |                              |                              |                              | Passeur                      |
| 16                           | ?                            |                              |                              |                              | Réceptionneur-attaquant      |
| 18                           | ?                            |                              |                              |                              | Central                      |
|                              |                              |                              |                              |                              |                              |
| Encadrement technique        | Encadrement technique        |                              | Légende                      | Légende                      | Légende                      |
| Entraîneur : ?               | Entraîneur : ?               | Entraîneur : ?               | : Capitaine                  | : Capitaine                  | : Capitaine                  |
| Entraîneur(s) adjoint(s) : ? | Entraîneur(s) adjoint(s) : ? | Entraîneur(s) adjoint(s) : ? | : Joueur blessé actuellement | : Joueur blessé actuellement | : Joueur blessé actuellement |